# Kurkijärvi (Mänttä-Filpula, Birkaland, Finland)
Kurkijärvi eller Lötänäjärvi är en sjö i Finland. Den ligger i kommunen Mänttä-Filpula i landskapet Birkaland, i den södra delen av landet, 220 km norr om huvudstaden Helsingfors. Kurkijärvi ligger 104,8 meter över havet. I omgivningarna runt Kurkijärvi växer i huvudsak blandskog. Arean är 6,66 kvadratkilometer och strandlinjen är 40,49 kilometer lång. Sjön  ingår i Kumo älvs huvudavrinningsområde. 